# Black Mesa (jogo eletrônico)
Black Mesa (anteriormente conhecido como Black Mesa: Source) é a terceira modificação total do motor de jogo Source da Valve Corporation. O objetivo declarado do projeto é recriar a aclamada série de jogos de 1998, Half-Life, usando os recursos mais avançados do motor Source. Com uma equipe de desenvolvimento voluntário com mais de 40 pessoas esperam criar um jogo com um ambiente mais envolvente, além de um mundo complexo com as mais desafiadoras jogabilidades e realismos.
Durante seus oito anos de desenvolvimento, Black Mesa tem sido destaque em publicações de vários jogos eletrônicos e recebeu atenção direta da Valve. Devido ao seu longo tempo de desenvolvimento a modificação tornou-se notável por seus delays, e atualizações diminutas sobre seu estado e conclusão. Os delays levaram a revista Wired conceder o título "Vaporware do ano", listas dos anos 2009 e 2010.
A primeira parte da Black Mesa, fabricada com remakes de todos capítulos de Half-Life, excepto os definidos no mundo alienígena "Xen", foi lançada como um download independente em 14 de setembro de 2012. Uma votação pública através do programa Steam Greenlight viu o jogo aprovado para distribuição na Steam.

## Recepção
O jogo foi recebido com críticas mistas. A IGN gostou da nova interface do usuário e outras características técnicas, mas observou que não recebeu melhorias como muitos outros ports para o motor Source feitos pela Valve. A GameSpy disse que, embora fosse uma diversão e apenas um "pequeno bônus", não era, certamente, a grande atualização gráfica que algumas pessoas pensaram que poderia ser.

## Trilha sonora
Além da modificação do jogo em si, o designer de som, Joel Nielsen, lançou de maneira independente a trilha sonora do game.

### Faixas
Todas as faixas escritas e compostas por Joel Nielsen. 
| N.º            | Título                          | Duração |  |
| 1.             | "Anomalous Materials"           | 0:59    |  |
| 2.             | "Apprehension" (Mesa Remix)     | 1:27    |  |
| 3.             | "Apprehension"                  | 1:47    |  |
| 4.             | "Blast Pit 1"                   | 1:03    |  |
| 5.             | "Blast Pit 2" (Mesa Remix)      | 1:59    |  |
| 6.             | "Blast Pit 2"                   | 1:29    |  |
| 7.             | "Blast Pit 3"                   | 1:32    |  |
| 8.             | "End Credits Part 1"            | 1:27    |  |
| 9.             | "End Credits Part 2"            | 1:56    |  |
| 10.            | "Forget About Freeman"          | 2:30    |  |
| 11.            | "Inbound Part 1"                | 1:50    |  |
| 12.            | "Inbound Part 2"                | 4:00    |  |
| 13.            | "Inbound Part 3"                | 3:08    |  |
| 14.            | "Lambda Core"                   | 1:15    |  |
| 15.            | "Office Complex" (Mesa Remix)   | 1:38    |  |
| 16.            | "Office Complex"                | 1:20    |  |
| 17.            | "On a Rail 1"                   | 2:14    |  |
| 18.            | "On a Rail 2"                   | 1:08    |  |
| 19.            | "Power Up"                      | 0:50    |  |
| 20.            | "Questionable Ethics 1"         | 1:22    |  |
| 21.            | "Questionable Ethics 2"         | 0:55    |  |
| 22.            | "Residue Processing"            | 1:01    |  |
| 23.            | "Surface Tension 1"             | 2:30    |  |
| 24.            | "Surface Tension 2"             | 2:01    |  |
| 25.            | "Surface Tension 3"             | 1:40    |  |
| 26.            | "Surface Tension 4"             | 1:30    |  |
| 27.            | "Unforeseen Consequences"       | 1:07    |  |
| 28.            | "We've Got Hostiles"            | 1:58    |  |
| 29.            | "Black Mesa Theme" (Mesa Remix) | 1:18    |  |
| 30.            | "Black Mesa Theme"              | 0:54    |  |
| Duração total: | Duração total:                  | 50:02   |  |